# Madhuca hainanensis
Espèce
Statut de conservation UICN

 VU B1+2cde : Vulnérable
Classification phylogénétique
Madhuca hainanensis est une espèce de plantes à fleurs de la famille des Sapotaceae. C'est un grand arbre originaire du Hainan, en Chine, et du Viêt Nam.

## Répartition
Endémique aux forêts de montagne du Hainan et de la province de Quảng Ninh entre 600 et 1000 mètres.

## Conservation
Menacé par la surexploitation forestière.